# 용성전 (한국)
용성전은 일본의 바둑장기채널이 후원하고 한국기원이 주최하는 바둑 기전이다. 일본 기업이 후원하는 첫 국내기전으로 화제를 모으고 있으며, 같은 기업이 후원하는 용성전은 현재 일본과 중국에서도 열리고 있어 3국 우승자 간의 통합챔프전도 시행되고 있다.

## 대회 방식
- 일반조, 시니어조, 여자조로 나뉘어 예선을 치러, 예선 통과자 27명과 시드를 받은 5명이 본선 무대에서 우승 경쟁을 벌인다. 본선 32강전은 8개조의 더블 일리미네이션으로 치르고(각조의 2승자와 2승1패자가 16강 진출), 16강부터 준결승까지는 단판 토너먼트로, 결승전은 3번기로 우승자를 가린다.

## 대국 규정
- 제한시간은 각자 30분에 추가시간 20초를 주는 피셔방식.

## 대회 상금
- 총규모는 2000만엔(약 2억원), 우승상금은 3000만원이다.

## 역대 우승자
| 회수 | 연도 | 우승        | 전적 | 준우승      |
| ---- | ---- | ----------- | ---- | ----------- |
| 1    | 2018 | 김지석 九단 | 2:1  | 강동윤 九단 |
| 2    | 2019 | 박정환 九단 | 2:0  | 신진서 九단 |
| 3    | 2020 | 신진서 九단 | 2:0  | 박정환 九단 |
| 4    | 2021 | 신진서 九단 | 2:1  | 박정환 九단 |
| 5    | 2022 | 신진서 九단 | 2:0  | 강동윤 九단 |
| 6    | 2023 | 신진서 九단 | 2:0  | 박건호 七단 |